# Сідар-Глен-Лейкс (Нью-Джерсі)
Сідар-Глен-Лейкс (англ. Cedar Glen Lakes) — переписна місцевість (CDP) в США, в окрузі Оушен штату Нью-Джерсі. Населення — 1517 осіб (2020).

## Географія
Сідар-Глен-Лейкс розташований за координатами 39°57′13″ пн. ш. 74°24′1″ зх. д. / 39.95361° пн. ш. 74.40028° зх. д. (39.953737, -74.400284).  За даними Бюро перепису населення США в 2010 році переписна місцевість мала площу 1,81 км², з яких 1,79 км² — суходіл та 0,02 км² — водойми.

## Демографія
Згідно з переписом 2010 року, у переписній місцевості мешкала 1421 особа в 1008 домогосподарствах у складі 356 родин. Густота населення становила 785 осіб/км².  Було 1234 помешкання (682/км²).
Расовий склад населення:
| - 98,0 % — білих - 0,6 % — чорних або афроамериканців - 0,6 % — азіатів |

До двох чи більше рас належало 0,4 %. Частка іспаномовних становила 1,8 % від усіх жителів.
За віковим діапазоном населення розподілялося таким чином: 0,2 % — особи молодші 18 років, 19,1 % — особи у віці 18—64 років, 80,7 % — особи у віці 65 років та старші. Медіана віку мешканця становила 74,6 року. На 100 осіб жіночої статі у переписній місцевості припадало 60,6 чоловіків;  на 100 жінок у віці від 18 років та старших — 60,6 чоловіків також старших 18 років.
Середній дохід на одне домашнє господарство  становив 39 227 доларів США (медіана — 30 942), а середній дохід на одну сім'ю — 56 836 доларів (медіана — 53 287). 
Цивільне працевлаштоване населення становило 183 особи. Основні галузі зайнятості: виробництво — 27,3 %, роздрібна торгівля — 21,9 %, інформація — 16,9 %, освіта, охорона здоров'я та соціальна допомога — 16,9 %.